# Turtmanntal
La Turtmanntal (in francese val(lée) de Tourtemagne) è una valle del Canton Vallese che si apre sulla sinistra della valle del Rodano.

## Generalità
La valle è collocata tra la Val d'Anniviers ad ovest e la Vispertal ad est. Si incunea nelle Alpi del Weisshorn e del Cervino e, più precisamente nella Catena Weisshorn-Zinalrothorn.
La valle è percorsa del torrente Turtmänna, affluente del Rodano.
Il comune di Turtmann-Unterems si trova all'imbocco della valle.
La valle è chiusa dal Ghiacciaio di Turtmann.

## Monti
I monti principali che contornano la valle sono:
- Bishorn - 4.153 m
- Brunegghorn - 3.833 m
- Tête de Milon - 3.693 m
- Barrhorn - 3.610 m
- Les Diablons - 3.609 m
- Frilihorn - 3.124 m
- Festihorn - 3.092 m
- Pointe de Tourtemagne - 3.080 m
- Pointe de la Forcletta - 3.076 m
- Le Boudri - 3.070 m
- Bella Tola - 3.025 m
- Ergischalphorn - 2.894 m
- Pigne de Combavert - 2.871 m

## Rifugi
Nell'alto della valle si trova la Turtmannhütte (2.519 M).